# Toolbox
Die Toolbox war eine Zeitschrift für Software-Entwickler, die alle zwei Monate in einer Auflage von etwa 15.000 Exemplaren erschien. Wichtige Themen waren Borland Delphi (seit 2008 auch regelmäßig Lazarus und Free Pascal), C++ und C#/.NET, Datenbanken/SQL, Java und die Programmierung für mobile Geräte. In unregelmäßigen Abständen erschienen auch Beiträge, die sich an Elektronik-Bastler richten oder theoretische Grundlagen aus der Informatik behandeln. Zu einigen Themen hatte die Redaktion der Toolbox auch Bücher im Verlag C&L herausgegeben.
Jeder Ausgabe lag eine CD-ROM mit allen Quellcodes und zusätzlicher Software, APIs und OpenSource-Paketen bei. Insbesondere enthielt die Toolbox-CD viele ausgewählte Komponenten für Delphi-Entwickler.

## Geschichte
Vorläufer der Toolbox war die seit 1986 im DMV-Verlag erschienene Zeitschrift Pascal International, die 1989 in Toolbox umbenannt wurde und sich vor allem an Programmierer auf dem PC richtete.
Der Name Pascal wurde von Blaise Pascal hergeleitet. Die Umbenennung in Toolbox erfolgte, weil es, so die Begründung der Redaktion, zu der Annahme verleitet hätte, die Zeitschrift behandele nur die Programmiersprache Pascal. Von 1991 bis 1993 wurde sie unter dem Namen DOS Toolbox als Ergänzung der Zeitschrift DOS International (heute PC Magazin) vertrieben. In den Jahren 1995 und 1996 behandelte sie für kurze Zeit verstärkt Themen aus dem damals aufkommenden Gebiet Multimedia und trug den Namen Toolbox & Multimedia. Seit 1996 erschien sie wieder unter dem Namen Toolbox im eigenen Verlag.
Seit dem 1. August 2010 erschien die Toolbox im Verlag Neue Mediengesellschaft Ulm mbH. Neuer Chefredakteur war Max Bold. Nach einigen Ausgaben wurde die Zeitschrift im Juni 2011 komplett eingestellt.